# Saison 2018-2019 du Liverpool FC
Maillots
Chronologie
Saison précédente Saison suivante
La saison 2018-2019 du Liverpool Football Club est la vingt-septième saison du club en Premier League, premier niveau hiérarchique du football anglais, depuis sa fondation en 1992.
Le club est engagé cette saison-là en Premier League, en Coupe d'Angleterre, Coupe de la Ligue anglaise et en Ligue des champions.

## Effectif professionnel actuel
Le premier tableau liste l'effectif professionnel du Liverpool FC pour la saison 2018-2019. Le second recense les prêts effectués par le club lors de cette même saison.

## Transferts et prêts

### Joueurs prêtés
Le tableau suivant liste les joueurs en prêt pour la saison 2018-2019.

### Transfert

#### Arrivées
| Nom             | Provenance/Destination | Division       | Transfert     |               |
| --------------- | ---------------------- | -------------- | ------------- | ------------- |
| Naby Keïta      | RB Leipzig             | Bundesliga     | 52 750 000 €  |               |
| Fabinho         | AS Monaco              | Ligue 1        | 43 000 000 €  |               |
| Xherdan Shaqiri | Stoke City             | Premier League | 13 500 000 €  |               |
| Alisson         | AS Roma                | Serie A        | 65 000 000 €  |               |
| Total           | Total                  | Total          | 174 250 000 € | 174 250 000 € |

#### Départs
| Nom             | Provenance/Destination | Division             | Transfert    |              |
| --------------- | ---------------------- | -------------------- | ------------ | ------------ |
| Emre Can        | Juventus               | Serie A              | Libre        |              |
| Jon Flanagan    | Rangers FC             | Scottish Premiership | Libre        |              |
| Jordan Williams | Rochdale FC            | League One           | Libre        |              |
| Danny Ward      | Leicester City         | Premier League       | 12 500 000 € |              |
| Total           | Total                  | Total                | 12 500 000 € | 12 500 000 € |

## Championnat

### Championnat d'Angleterre

#### Classement
| Rang | Équipe                | Pts | J  | G  | N | P  | Bp | Bc | Diff | Qualification ou relégation                                      |
| ---- | --------------------- | --- | -- | -- | - | -- | -- | -- | ---- | ---------------------------------------------------------------- |
| 1    | Manchester City T S L | 98  | 38 | 32 | 2 | 4  | 95 | 23 | +72  | Qualification pour la phase de groupes de la Ligue des champions |
| 2    | Liverpool FC          | 97  | 38 | 30 | 7 | 1  | 89 | 22 | +67  | Qualification pour la phase de groupes de la Ligue des champions |
| 3    | Chelsea FC            | 72  | 38 | 21 | 9 | 8  | 63 | 39 | +24  | Qualification pour la phase de groupes de la Ligue des champions |
| 4    | Tottenham Hotspur     | 71  | 38 | 23 | 2 | 13 | 67 | 39 | +28  | Qualification pour la phase de groupes de la Ligue des champions |
| 5    | Arsenal FC            | 70  | 38 | 21 | 7 | 10 | 73 | 51 | +22  | Qualification pour la phase de groupes de la Ligue Europa        |

### Résumé des résultats

#### Évolution du classement et des résultats
| Journée   | 01 | 02 | 03 | 04 | 05 | 06 | 07 | 08 | 09 | 10 | 11 | 12 | 13 | 14 | 15 | 16 | 17 | 18 | 19 | 20 | 21 | 22 | 23 | 24 | 25 | 26 | 27 | 28 | 29 | 30 | 31 | 32 | 33 | 34 | 35 | 36 | 37 | 38 |
| --------- | -- | -- | -- | -- | -- | -- | -- | -- | -- | -- | -- | -- | -- | -- | -- | -- | -- | -- | -- | -- | -- | -- | -- | -- | -- | -- | -- | -- | -- | -- | -- | -- | -- | -- | -- | -- | -- | -- |
| Terrain   | E  | D  | D  | E  | D  | E  | E  | D  | E  | D  | E  | D  | D  | E  | E  | D  | D  | E  | E  | D  | D  | E  | D  | E  | E  | D  | E  | D  | D  | E  | D  | E  | E  | D  | E  | D  | E  | D  |
| Résultats |    |    |    |    |    |    |    |    |    |    |    |    |    |    |    |    |    |    |    |    |    |    |    |    |    |    |    |    |    |    |    |    |    |    |    |    |    |    |
| Place     | 1  | 2  | 1  | 1  | 2  | 1  | 2  | 3  | 2  | 2  | 3  | 2  | 2  | 2  | 2  | 1  | 1  | 1  | 1  | 1  | 1  | 1  | 1  | 1  | 1  | 2  | 1  | 1  | 2  | 1  | 1  | 1  | 1  | 1  | 2  | 3  | 1  | 1  |

Terrain : D = Domicile ; E = Extérieur.
Résultat : D = Défaite ; N = Nul ; V = Victoire.

## Compétitions

### Ligue des Champions

#### Phase des Groupes
| Match de poule 1              | Liverpool FC                                      | 3 - 2   | Paris Saint-Germain      | Anfield, Liverpool, Angleterre |  |
| Mardi 18 septembre 2018 20h45 | 30e Sturridge · 36e (pen.) Milner · 90+3e Firmino | (2 - 1) | 40e Meunier · 83e Mbappé |                                |  |
| Mardi 18 septembre 2018 20h45 | 27e van Dijk                                      |         | 45+1e Meunier            |                                |  |

| Match de poule 2              | SSC Naples    | 1 - 0   | Liverpool FC | Stade San Siro, Naples, Italie |  |
| Mercredi 3 octobre 2018 20h45 | 90e Insigne   | (0 - 0) |              |                                |  |
| Mercredi 3 octobre 2018 20h45 | 25e Koulibaly |         | 45+2e Milner |                                |  |

| Match de poule 3               | Liverpool FC                                          | 4 - 0   | Étoile rouge de Belgrade | Anfield, Liverpool, Angleterre |  |
| Mercredi 24 octobre 2018 20h45 | 20e Firmino · 45e Salah · 51e (pen.) Salah · 80e Mané | (2 - 0) |                          |                                |  |

| Match de poule 4            | Étoile rouge de Belgrade | 2 - 0   | Liverpool FC | Stade Rajko Mitić, Belgrade, Serbie |  |
| Mardi 6 novembre 2018 20h45 | 22e Pavkov · 29e Pavkov  | (2 - 0) |              |                                     |  |

| Match de poule 5                | Paris Saint-Germain     | 2 - 1   | Liverpool FC | Parc des Princes, Paris, France |  |
| Mercredi 28 novembre 2018 20h45 | 13e Bernat · 37e Neymar | (2 - 1) | 45+1e Milner |                                 |  |

| Match de poule 6             | Liverpool FC | 1 - 0   | SSC Naples | Anfield, Liverpool, Angleterre |  |
| Mardi 11 décembre 2018 20h45 | 34e Salah    | (1 - 0) |            |                                |  |

#### Phase finale
| Huitième de finale aller    | Liverpool FC | 0 - 0   | FC Bayern Munich | Anfield, Liverpool, Angleterre |  |
| Mardi 19 février 2019 20h45 |              | (0 - 0) |                  |                                |  |

| Huitième de finale retour   | FC Bayern Munich | 1 - 3   | Liverpool FC                       | Allianz Arena, Munich, Allemagne |  |
| Mercredi 13 mars 2019 20h45 | 39e (csc) Matip  | (1 - 1) | 26e Mané · 69e van Dijk · 84e Mané |                                  |  |

| Quart de finale aller    | Liverpool FC           | 2 - 0   | FC Porto | Anfield, Liverpool, Angleterre |  |
| Mardi 9 avril 2019 20h45 | 5e Keita · 26e Firmino | (2 - 0) |          |                                |  |

| Quart de finale retour       | FC Porto    | 1 - 4   | Liverpool FC                                      | Stade du Dragon, Porto, Portugal |  |
| Mercredi 17 avril 2019 20h45 | 68e Militão | (0 - 1) | 26e Mané · 65e Salah · 77e Firmino · 84e van Dijk |                                  |  |

| Demi-finale aller | FC Barcelone                       | 3 - 0   | Liverpool FC | Camp Nou, Barcelone, Espagne |  |
| 21h00             | 26e Suarez · 75e Messi · 81e Messi | (1 - 0) |              |                              |  |

| Demi-Finale retour     | Liverpool FC                                         | 4 - 0   | FC Barcelone | Anfield, Liverpool, Angleterre |  |
| Mardi 7 mai 2019 21h00 | 7e Origi · 54e Wijnaldum · 56e Wijnaldum · 79e Origi | (1 - 0) |              |                                |  |

| Finale                     | Liverpool FC                | 2 - 0   | Tottenham Hotspur FC | Estadio Metropolitano, Madrid, Espagne |  |
| Samedi 1er juin 2019 21h00 | 2e (pen.) Salah · 87e Origi | (1 - 0) |                      |                                        |  |